# Federazione Italiana Pallavolo
La Federazione Italiana Pallavolo, nota anche con la sigla FIPAV o come Federvolley, è un organismo sportivo affiliato al CONI e ha il compito di promuovere la pratica della pallavolo, del beach volley e del sitting volley e dello snow volley, e coordinarne le attività dilettantistiche e agonistiche.

## Storia
Alla fine del 1917, durante la Prima guerra mondiale, una commissione della YMCA (associazione d'ispirazione cristiana il cui scopo era rafforzare il livello morale della gioventù) venne in Italia per avviare una collaborazione con il Comando militare italiano. La pallavolo era stata inventata e codificata da un insegnante dell'associazione, lo statunitense William Morgan.

Finita la guerra, l'esercito italiano non smobilitò e si presentò il problema di come far mantenere la forma fisica ai soldati, la cui ferma era stata allungata da uno a due anni. Le gerarchie militari decisero di sostituire le esercitazioni in piazza d'armi con i giochi sportivi, tra cui il volleyball (non esisteva ancora la traduzione italiana). La nuova disciplina fu inserita nel programma di educazione fisica delle Scuole per ufficiali.
Preceduta da alcuni incontri a livello locale e dalle prime competizioni sportive in ambito militare, nel 1929 venne fondata la Federazione Italiana Palla a Volo (FIPV), all'interno dell'Opera nazionale del dopolavoro (OND). Nel 1933 venne organizzato il primo campionato italiano di pallavolo.
Dopo lo scioglimento dell'OND, il 31 marzo 1946 venne istituita ufficialmente a Bologna l'attuale Federazione Italiana Pallavolo.
Il 17 agosto 1947 entrò a far parte del CONI.

## Struttura
|                                                           | Maschile                                                                   | Femminile                                                                  |
| --------------------------------------------------------- | -------------------------------------------------------------------------- | -------------------------------------------------------------------------- |
| Nazionale                                                 | Seniores Under 22 Under 21 Under 20 Under 19 Under 18 Under 17 Club Italia | Seniores Under 22 Under 21 Under 20 Under 19 Under 18 Under 17 Club Italia |
| Lega Pallavolo Serie A e Lega Pallavolo Serie A femminile | Superlega Serie A2 Serie A3                                                | Serie A1 Serie A2                                                          |
| Lega Nazionale Pallavolo                                  | Serie B                                                                    | Serie B1 Serie B2                                                          |
| Comitati Regionali                                        | Serie C Serie D                                                            | Serie C Serie D                                                            |
| Comitati Territoriali                                     | Prima Divisione Seconda Divisione Terza Divisione                          | Prima Divisione Seconda Divisione Terza Divisione                          |

## Date storiche
- 1929 Nasce la «Federazione Italiana Palla a Volo» (FIPAV)
- 1946 Il 31 marzo viene fondata a Bologna la «Federazione Italiana Pallavolo», che sostituisce l'organismo precedente
- 1947 Aderisce al CONI ed è fra i fondatori della Fédération Internationale de Volleyball (FIVB)
- 1948 La federazione organizza a Roma il primo campionato europeo
- 1957 Diviene membro effettivo del CONI
- 1976 Prima presenza ai Giochi olimpici
- 1984 Prima medaglia ai Giochi olimpici
- 1990 Prima affermazione italiana in un campionato mondiale maschile di pallavolo
- 2002 Prima vittoria delle azzurre al Campionato mondiale femminile.
- 2021 Prima vittoria nello stesso anno del campionato europeo maschile e femminile
- 2022 Prima vittoria delle azzurre alla Volleyball Nations League
- 2024 Prima medaglia d'oro dell'Italvolley femminile ai Giochi olimpici di Parigi

## Presidenti
| Presidente             | Periodo   |
| ---------------------- | --------- |
| Arnaldo Eynard         | 1946-1961 |
| Giancarlo Giannozzi    | 1961-1977 |
| Pietro Floriano Florio | 1977-1978 |
| Antonio Barone         | 1978      |
| Pietro Floriano Florio | 1978-1988 |
| Manlio Fidenzio        | 1988-1991 |
| Nicolò Catalano        | 1991-1993 |
| Paolo Borghi           | 1993-1995 |
| Carlo Magri            | 1995-2017 |
| Pietro Bruno Cattaneo  | 2017-2021 |
| Giuseppe Manfredi      | dal 2021  |

## Vittorie

### Nazionale maschile

#### Seniores
- 4 campionati mondiali
- 8 World League
- 1 Coppa del Mondo
- 1 Grand Champions Cup
- 7 campionati europei
- 1 World Top Four
- 1 World Super Challenge

##### Competizioni minori
- 7 Giochi del Mediterraneo
- 2 Universiade
- 1 Goodwill Games

#### Under-22
- 1 campionato europeo Under-22

#### Under-21
- 1 campionato mondiale Under-21

#### Under-20
- 4 campionati europei Under-20

#### Under-19
- 2 campionato mondiale Under-19
- 2 campionato europeo Under-19

#### Under-18
- 1 campionato europeo Under-18

##### Competizioni minori
- 2 Festival olimpici estivi della gioventù europea

### Nazionale femminile

#### Seniores
- 1 Olimpiade
- 1 campionato mondiale
- 2 Coppe del Mondo
- 1 Grand Champions Cup
- 3 campionati europei
- 3 Volleyball Nations League

##### Competizioni minori
- 6 Giochi del Mediterraneo
- 2 Universiadi
- 1 Montreux Volley Masters
- 1 Trofeo Valle d'Aosta

#### Under-21
- 1 campionato europeo Under-21

#### Under-20
- 2 campionato mondiale Under-21

#### Under-19
- 6 campionati europei Under-19

#### Under-18
- 2 campionati europei Under-18

##### Competizioni minori
- 3 Festival olimpici estivi della gioventù europea

## Loghi

Pittogramma usato fino al 2023
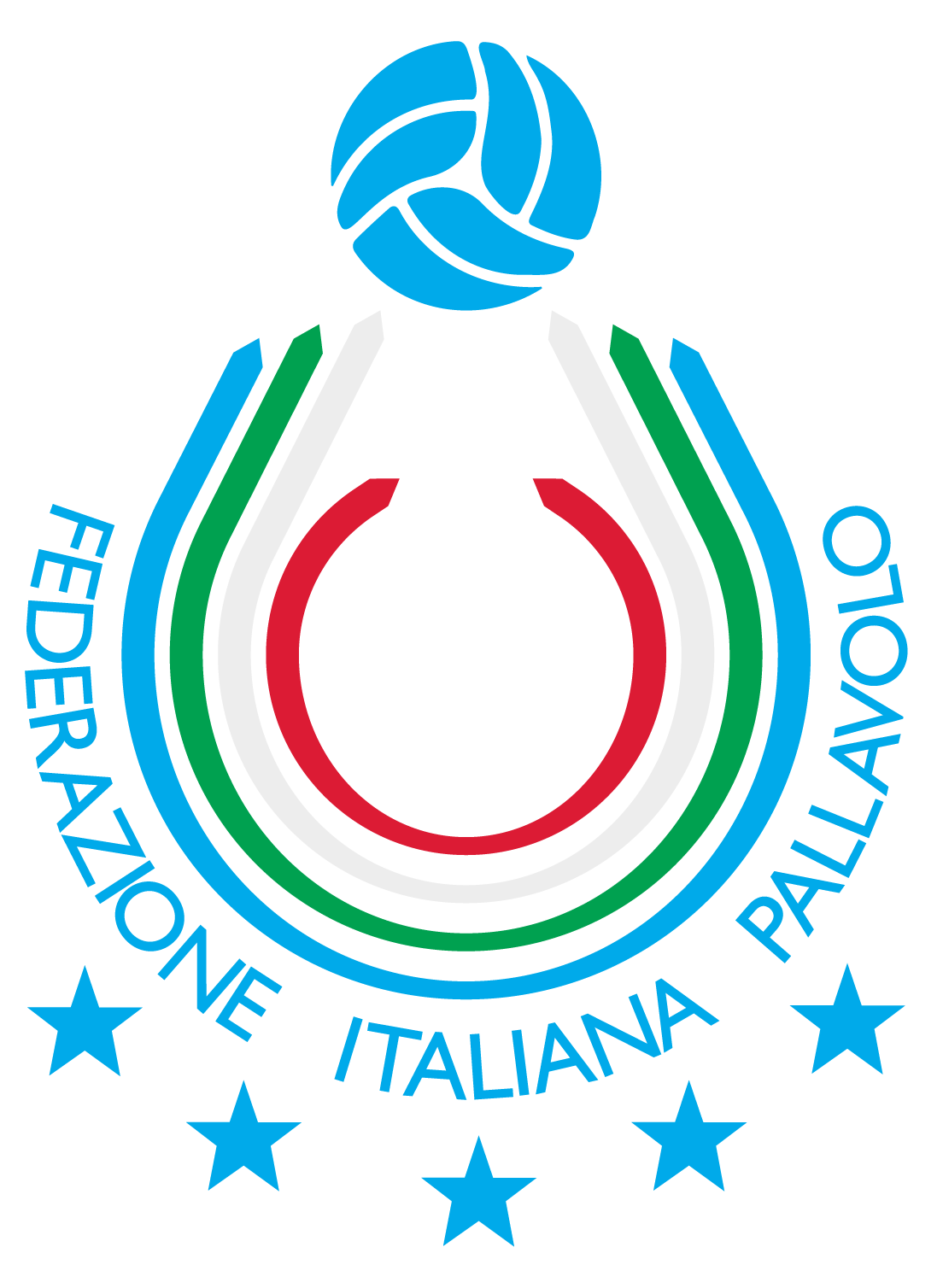
Pittogramma in uso dal 2024
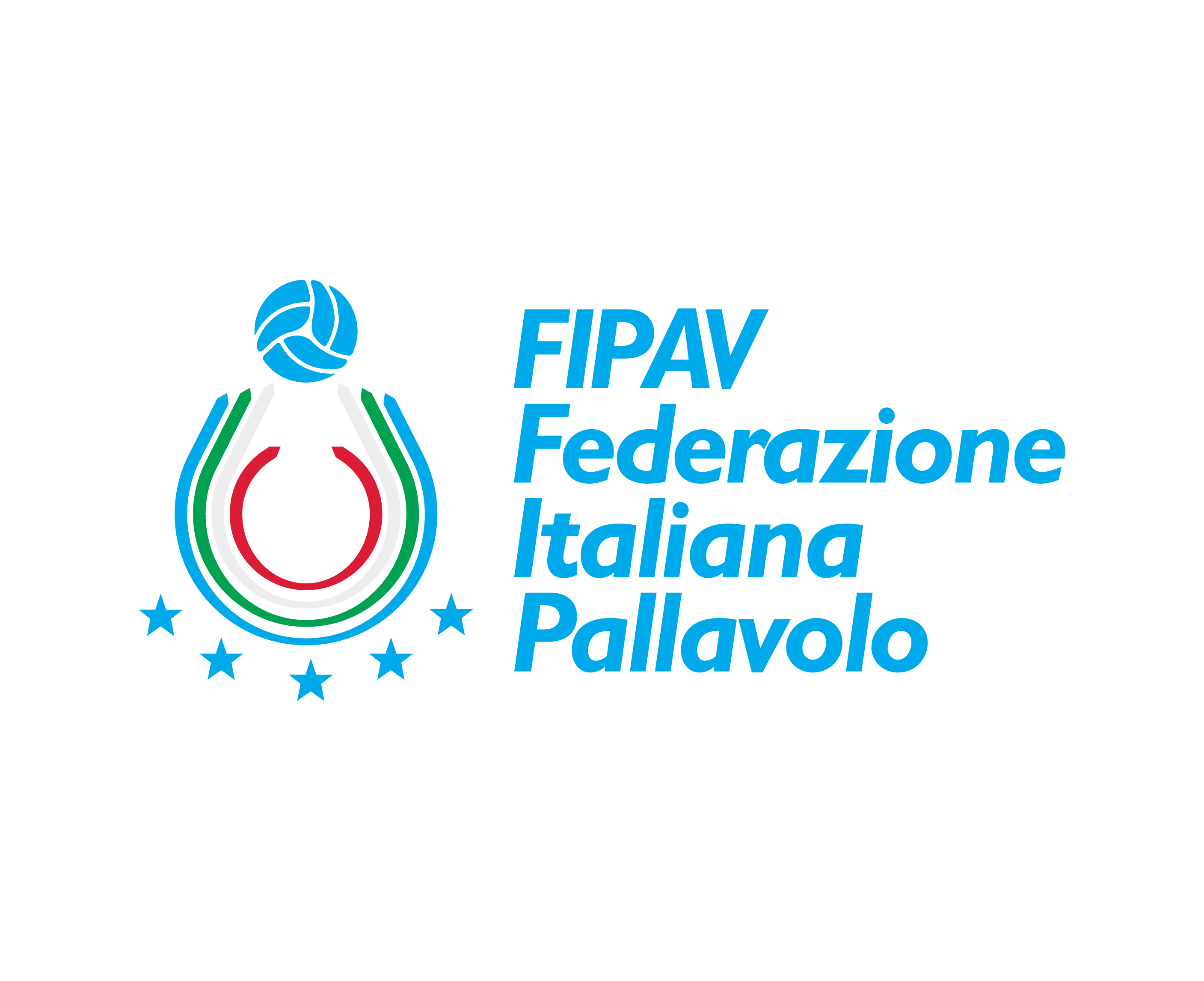
Logotipo in uso dal 2024